# Бувай, дитинко, бувай
«Бувай, дитинко, бувай» (англ. Gone Baby Gone) — кримінальна драма режисера Бена Аффлека, що вийшла в світовий прокат 5 вересня 2007 році. Фільм заснований на однойменному романі Денніса Ліхейна.

## Синопсис
У передмісті Бостона безвісти зникає чотирилітня Аманда МакКріді. Її тітка просить двох приватних детективів, Патріка Кензі і Анджелу Дженнаро, почати власне розслідування, через їхні неофіційні зв'язки, бо пошуки поліції безрезультатні.
Спочатку вони не поспішають братися за безнадійну справу, проте нові обставини примушують їх поставити на кін не тільки власну професійну репутацію, але і життя.

## У ролях
- Кейсі Аффлек — Патрік Кензі
- Мішель Монаган — Анджела «Анджи» Дженнаро
- Морган Фрімен — капітан Джек Дойл
- Ед Гарріс — детектив сержант Ремі Брессант
- Джон Ештон — детектив Нік Пул
- Емі Райан — Гелен МакКріді
- Емі Медіґан — Бі МакКріді
- Тітус Веллівер — Лайнел МакКріді
- Майкл К. Вільямс — детектив Девін Амронклін
- Еді Ґатеґі — Чіз
- Марк Маргуліс — Леон Третт